# Canton de Vitry-sur-Seine-1
Le canton de Vitry-sur-Seine-1 est une circonscription électorale française située dans le département du Val-de-Marne et la région Île-de-France.

## Histoire

### Département de la Seine
- De 1893 à 1904, Vitry appartenait au canton d'Ivry.

Canton créé par la loi du 14 avril 1893.
| Période | Période | Identité                         | Étiquette | Qualité                                         |
| ------- | ------- | -------------------------------- | --------- | ----------------------------------------------- |
| 1893    | 1904    | Pierre Louis Lévêque (1839-1925) | Rad.      | Horticulteur Maire d'Ivry-sur-Seine (1879-1888) |

- De 1904 à 1925, Vitry appartenait à la première circonscription du canton d'Ivry.

| Période | Période | Identité                       | Étiquette | Qualité                                                                                             |
| ------- | ------- | ------------------------------ | --------- | --------------------------------------------------------------------------------------------------- |
| 1904    | 1908    | Jean Martin                    | SFIO      | Apprêteur sur étoffes puis comptable Député (1924-1926) Premier adjoint au maire de Vitry-sur-Seine |
| 1908    | 1912    | Alexandre Félix Albéric Chéron | Soc.ind.  | Ancien maire de Choisy-le-Roi (1900-1901)                                                           |
| 1912    | 1925    | Jean Martin                    | SFIO      | Apprêteur sur étoffes puis comptable Député (1924-1926) Premier adjoint au maire de Vitry-sur-Seine |

- De 1925 à 1945, Vitry appartenait à la deuxième circonscription du canton d'Ivry.

| Période                     | Période                         | Identité                       | Étiquette     | Qualité                                                        |
| --------------------------- | ------------------------------- | ------------------------------ | ------------- | -------------------------------------------------------------- |
| 1925                        | 1934                            | Ernest Charbonnier (1879-1945) | SFIC          | Employé de chemin de fer Maire adjoint de Vitry-sur-Seine      |
| 1934                        | 1940 (déchu le 23 février 1940) | Gaston Cornavin                | SFIC puis DVG | Ouvrier Député du Cher (1924-1928 et 1936-1940)                |
| 1941 (nommé par décret)     | 1943 (décès)                    | Georges Migneau (1896-1943)    |               | Directeur commercial Maire de Choisy-le-Roi (1936-1943)        |
| 1943 (nommé par décret)     | 1944                            | Joseph Loireau (1897-1974)     |               | Médecin Maire de Choisy-le-Roi (1943-1944)                     |
| 1945 Décret du 12 mars 1945 | 1945                            | Alfred Lebidon (1876-1965)     | PCF           | Ouvrier du livre (clicheur) Maire de Choisy-le-Roi (1945-1947) |

- De 1945 à 1953, Vitry appartenait au secteur de Sceaux-Ouest.
Lucien Français (PCF), maire de Vitry-sur-Seine de 1944 à 1957, était élu dans ce secteur.
- De 1953 à 1959, Vitry appartenait au 1er secteur de la Seine.
- De 1959 à 1967, Vitry était partagée entre deux secteurs :

| Période                                             | Période | Identité                     | Étiquette | Qualité                                      |
| --------------------------------------------------- | ------- | ---------------------------- | --------- | -------------------------------------------- |
| 1959 47e secteur Vitry-sur-Seine-partie-Orly-Thiais | 1967    | François Boidron (1900-1987) | PCF       | Cheminot Maire d'Orly (1945-1947, 1955-1965) |

| Période                          | Période | Identité                  | Étiquette | Qualité                                                         |
| -------------------------------- | ------- | ------------------------- | --------- | --------------------------------------------------------------- |
| 1959 48e secteur Vitry-sur-Seine | 1967    | Serge Povinha (1925-1986) | PCF       | Ajusteur outilleur Maire-adjoint de Vitry-sur-Seine (1957-1965) |

### Département duVal-de-Marne
- De 1967 à 2015

Un nouveau découpage territorial du Val-de-Marne entre en vigueur à l'occasion des premières élections départementales suivant le décret du 17 février 2014. Les conseillers départementaux sont, à compter de ces élections, élus au scrutin majoritaire binominal mixte. Les électeurs de chaque canton élisent au Conseil départemental, nouvelle appellation du Conseil général, deux membres de sexe différent, qui se présentent en binôme de candidats. Les conseillers départementaux sont élus pour 6 ans au scrutin binominal majoritaire à deux tours, l'accès au second tour nécessitant 12,5 % des inscrits au 1er tour. En outre la totalité des conseillers départementaux est renouvelée. Ce nouveau mode de scrutin nécessite un redécoupage des cantons dont le nombre est divisé par deux avec arrondi à l'unité impaire supérieure si ce nombre n'est pas entier impair, assorti de conditions de seuils minimaux. Dans le Val-de-Marne, le nombre de cantons passe ainsi de 49 à 25.
Dans ce cadre sont créés, par rescindement des trois anciens cantons, Vitry-sur-Seine-Ouest, Vitry-sur-Seine-Nord et Vitry-sur-Seine-Est, les cantons de Vitry-sur-Seine-1 et de Vitry-sur-Seine-2, tous deux entièrement inclus dans l'arrondissement de Créteil. Leurs bureaux centralisateurs sont situés à Vitry-sur-Seine.

## Représentation
| Période élective | Période élective | Mandat       | Mandat                   | Identité                   | Nuance | Nuance | Qualité |
| ---------------- | ---------------- | ------------ | ------------------------ | -------------------------- | ------ | ------ | --- |
| 2015             | 2021             | 2015         | 2021                     | Corinne Barre              |        | PCF    | Professeur de sciences économiques et sociales |
| 2015             | 2021             | 2015         | octobre 2020 (démission) | Pierre Bell-Lloch          |        | PCF    | Technico Commercial Maire de Vitry-sur-Seine (2020 → ) Ancien conseiller général du Canton de Vitry-sur-Seine-Nord (2008 → 2015) 14ème vice-président du Conseil départemental |
| 2015             | 2021             | octobre 2020 | 2021                     | Marie-Albert Jules-Rosette |        | PCF    | Cadre technique territorial |
| 2021             | 2028             | 2021         | en cours                 | Frédéric Bourdon           |        | ECO    | Enseignant, directeur de cabinet du maire d'Arcueil, conseiller municipal de Vitry-sur-Seine                                                                                   |
| 2021             | 2028             | 2021         | en cours                 | Naïga Stefel               |        | EELV   | Professeure de yoga |

### Résultats détaillés

#### Élections de mars 2015
Les binômes de candidats du canton lors des élections départementales de 2015 dans le Val-de-Marne étaient :
- Philippe Bayard (PRG) et Bernadette Ebode Ondobo (PS).
- Frédéric Bourdon (EELV) et Martine Lachaud (PG).
- Rached Tombari (SE) et Nadia Zidane (SE).
- Corinne Barre (PCF) et Pierre Bell-Lloch (PCF, sortant).
- Angélique Lachaume (FN) et Rémi Lefebvre (FN).
- Alain Afflatet (UMP) et Anne-Laure Paulet (DVD)[5].

À l'issue du 1er tour des élections départementales de 2015, deux binômes sont en ballottage : Corinne Barre et Pierre Bell-Lloch (FG, 30,4 %) et Alain Afflatet et Anne-Laure Paulet (Union de la Droite, 20 %). Le taux de participation est de 39,56 % (9 098 votants sur 22 998 inscrits) contre 44,44 % au niveau départemental et 50,17 % au niveau national.
Au second tour, Corinne Barre et Pierre Bell-Lloch (FG) sont élus avec 62,37 % des suffrages exprimés et un taux de participation de 38,16 % (5 182 voix pour 8 776 votants et 22 998 inscrits).

#### Élections de juin 2021
Le premier tour des élections départementales de 2021 est marqué par un très faible taux de participation (33,26 % au niveau national). Dans le canton de Vitry-sur-Seine-1, ce taux de participation est de 24,75 % (5 765 votants sur 23 289 inscrits) contre 29,98 % au niveau départemental. À l'issue de ce premier tour, deux binômes sont en ballottage : Jean-Claude Kennedy et Isabelle Lorand (PCF, 24,55 %) et Frédéric Bourdon et Naïga Stefel (binôme écologiste, 23,75 %).
Le second tour des élections est marqué une nouvelle fois par une abstention massive équivalente au premier tour. Les taux de participation sont de 34,36 % au niveau national, 32,99 % dans le département et 26,35 % dans le canton de Vitry-sur-Seine-1. Frédéric Bourdon et Naïga Stefel (binôme écologiste) sont élus avec 50,37 % des suffrages exprimés (2 696 voix pour 6 137 votants et 23 293 inscrits),,.

## Composition
| Nom                                     | Code Insee | Intercommunalité         | Superficie (km2) | Population (dernière pop. légale)                | Densité (hab./km2) | Modifier                                    |
| --------------------------------------- | ---------- | ------------------------ | ---------------- | ------------------------------------------------ | ------------------ | ------------------------------------------- |
| Vitry-sur-Seine (bureau centralisateur) | 94081      | Métropole du Grand Paris | 11,67            | Fraction : 48 003 (2022) Commune : 95 282 (2022) | 8 165              | modifier les données · modifier les données |
| Canton de Vitry-sur-Seine-1             | 9424       |                          |                  | 48 003 (2022)                                    |                    | modifier les données                        |

Le canton de Vitry-sur-Seine-1 comprend la partie de la commune de Vitry-sur-Seine située au nord d'une ligne définie par l'axe des voies et limites suivantes : depuis la limite territoriale de la commune de Villejuif, avenue du Colonel-Fabien, rue Edouard-Tremblay, rue Meissonier, voie des Monis, rue de la Petite-Saussaie, voie Houdon, voie Van-Loo, chemin Saint-Martin, rue Edouard-Till, rue Edouard-Tremblay, rue Langlois, avenue Lucien-Français, rue de Meissen, rue de Kladno, avenue Youri-Gagarine, rue Camille-Groult, place des Martyrs-de-la-Déportation, rue du 18-Juin-1940, rue Dupetitval, avenue Guy-Môquet, avenue Paul-Vaillant-Couturier, rue Neuve, rue Gabriel-Péri, rue de l'Argonne, rue du Colonel-Moll, rue d'Odessa, voie située dans le prolongement de la rue de la Marne, avenue Jean-Jaurès, avenue du Président-Salvador-Allende (route départementale 148), pont du Port-à-l'Anglais, jusqu'à la limite territoriale de la commune d'Alfortville.
Le surplus de la commune de Vitry-sur-Seine constitue le canton de Vitry-sur-Seine-2.

## Démographie
En 2022, le canton comptait 48 003 habitants, en évolution de +1,15 % par rapport à 2016 (Val-de-Marne : +3 %, France hors Mayotte : +2,11 %).
| 2013   | 2018   | 2022   |
| ------ | ------ | ------ |
| 46 230 | 48 454 | 48 003 |